# Villa Lauser
Das heute Villa Lauser genannte Gebäude, das ehemalige Dittmer'sche Gartenpalais, ist eine Ende des 18. Jahrhunderts von Georg Friedrich von Dittmer in Auftrag gegebene und nach Plänen des Architekten Joseph Sorg erbaute Gartenvilla auf der Donauinsel Oberer Wöhrd in Regensburg (Bayern).

## Lage und Umgebung
Die Villa mit der heutigen Adresse Lieblstraße 2 wurde 1795 auf der westlichen großen Donauinsel, dem Oberer Wöhrd erbaut. Bauplätze auf der Donauinsel waren sehr beliebt, denn dort ließen sich Natur und Stadtnähe in Einklang bringen. Für den Bankier und sehr reichen Handelsherrn Georg Friedrich von Dittmer war diese Lage ein Hauptgrund dafür, dort einen Zweitwohnsitz einzurichten. Außerdem war die Villa nur eine kurze Kutschfahrt über die Steinerne Brücke von seinem 1785 neu erbauten Wohnhaus am Haidplatz entfernt, das er bis 1809 zum heutigen Thon-Dittmer-Palais erweitern ließ. Die Villa sollte auch geeignet sein, um dort naturnah rauschende Gartenfeste veranstalten zu können.
Für Gartenfeste war die Lage besonders deshalb attraktiv, weil der Villa im Norden eine kleine Donauinsel vorgelagert ist, die vom Oberen Wöhrd nur durch einen schmalen Graben abgetrennt ist. Diese Insel und ihre Umgebung ließ Dittmer in einen baumbestandenen Englischen Landschaftsgarten umgestalten, wo von einer Balustrade aus idyllische Ausblicke auf den Nordarm der Donau und die Uferbebauung möglich waren. Bei den Gartenfesten konnten die Gäste nach venezianischem Vorbild auch in Gondeln auf den Nordarm der Donau hinausgleiten.
Im Westen der kleinen Donauinsel stand ein romantischer Gartenpavillon in Form eines Achtecks. Der Innenraum war mit damals populären Chinoiserien geschmückt und bot Platz für eine kleine Gesellschaft. Der bereits 1955 verfallene Pavillon wurde wahrscheinlich in den 1960er Jahren beseitigt. Erhalten ist ein pagodenartiger Holzbau am Ostende der kleinen Insel.

## Baugeschichte
Quellen Zum Bau der Villa sind nicht überliefert. Laut einer Inschrift am Nordsockel des Gebäudes wurde das großzügige und komfortable Gartenpalais in der Zeit von 1795 bis 1797 errichtet, als der Bauherr Georg Friedrich von Dittmer den Höhepunkt seiner wirtschaftlichen Erfolge erreicht hatte. Erste Rückschläge in seinen Geschäften begannen erst 1798. Als Architekt war der Regensburger Baumeister und spätere fürstliche Baudirektor Joseph Sorg engagiert worden. Die frühklassizistische Villa diente nach der Fertigstellung ihrem nach dem Tod seiner Ehefrau († 1788) alleinstehenden Besitzer zunächst oft als Ort für rauschende Feste. Nach der Erhebung in den Adelsstand 1781 wollte Dittmer mit dem Gebäude und einem selbstbewussten Lebensstil demonstrieren, dass er auch mit bürgerlicher Herkunft in der Welt der Adeligen Anerkennung finden kann. Nachdem sich Dittmer 1803 aus der von ihm gegründeten Handelsfirma zu Gunsten seiner zwei Schwiegersöhne zurückgezogen hatte, konnte er sich durchaus vorstellen, in Regensburg als Privatmann nur noch in seinem Gartenpalais zu leben.
Im Jahr 1830 ging das Anwesen in den Besitz des fürstlichen Oberjustizrates Johann Baptist Liebl über. Am Anfang des 20. Jahrhunderts kam das Dittmer'sche Gartenpalais in den Besitz der Familie Lauser von der der heutige Name der Villa stammt. Zu dieser Zeit erfolgten erste Renovierungsarbeiten, wobei die Bilder Joseph Zacharias’ teilweise übermalt wurden.
Die Renovierungsarbeiten in den 1970er Jahren haben die Villa vor dem drohenden Verfall gerettet. Im Zuge der Instandhaltungsmaßnahmen wurden Betonfundamente eingesetzt. Die Eichenpfähle aus dem 18. Jahrhundert waren als Folge wiederholt auftretender Donauhochwasserereignisse instabil geworden. Auch das Dach der Villa wurde erneuert. Die Anfang des 20. Jahrhunderts aufgetragenen Malereien im Festsaal und im Treppenhaus wurden entfernt und die darunter befindlichen Gemälde in den Originalzustand gebracht. In den 1980er Jahren wurde der verbliebene chinesische Pavillon durch ein Notgerüst gesichert und anschließend restauriert. Die seit 2002 wieder neu in Privatbesitz befindliche Villa ist nicht öffentlich zugänglich.

## Architektur
Die im Stil des frühen Klassizismus erbaute, langgestreckte, elegant wirkende Villa besteht aus einem dreistöckigen Mittelbau mit Dreiecksgiebel, mit fünf Fensterachsen und zwei zweistöckigen Seitenflügeln mit jeweils sechs Fensterachsen. Kennzeichen des Sockelgeschosses ist die geringe Höhe; es diente als Funktionsgeschoss. Der quadratische Mittelbau mit Vestibül und repräsentativem, doppelläufigen, schwungvollen Treppenhaus ist nach Süden zur Straße hin ausgerichtet. Ein Hinterausgang nach Norden führt zum englischen Landschaftsgarten.
Im östlichen Seitenflügel erstreckt sich im 1. OG der große Festsaal über die gesamte Grundfläche. Der westliche Flügel enthält Wohn- und Bedienstetenräume. Auffällig sind originelle klassizistische Kachelöfen und die vom Maler Joseph Zacharias gestalten Deckenbilder nach Vorbildern der griechischen Mythologie und zum Teil mit Freimaurermotiven, sowie die vier lebensgroßen Holzfiguren der griechischen Mythologie in der ovalen Vorhalle des Mittelbaus.